# 徐沟文庙
徐沟文庙，位于山西省太原市清徐县徐沟镇北西北坊村，紧邻徐沟城隍庙西侧。

## 历史
徐沟文庙是原徐沟县的文庙，始建于金大定二年。规模宏大。明清两代曾多次重修。最后一次是在同治十二年（1873年）。1949年以后改为公社粮仓而得以幸存，但前檐均被改建。

## 建筑
徐沟文庙原包括琉璃照壁、棂星门、泮池、状元桥、戟门、大成殿、明伦堂、尊经阁等殿宇33间，保存有三位清代皇帝的题匾（康熙“万世师表”、乾隆“与天地参”、光绪“斯文在兹”）。尊经阁位于正殿西北角，已毁于近现代。
盘龙琉璃照壁位于文庙门前，颜色黄绿相间。
过殿，面阔三间，进深四椽，悬山顶，前檐七朵斗拱。
正殿大成殿为明代遗构，面阔五间，进深六椽，悬山顶，檐下14朵斗拱。年久失修，正脊上的琉璃、脊刹、鸱吻全部残缺。

## 保护
1983年8月17日，徐沟文庙公布为第一批太原市文物保护单位。2016年6月6日，徐沟文庙公布为第五批山西省文物保护单位，编号5-21。2018年徐沟文庙的山门和过殿已修缮，大成殿（正殿）和东西配殿仍未修复。